# Froelich (månekrater)
Froelich er et nedslagskrater på Månen. Det befinder sig på den nordlige halvkugle på Månens bagside, lige bag den nord-nordvestlige rand, og er opkaldt efter den amerikanske raketspecialist Jack E. Froehlich (1921 – 1967).
Navnet blev officielt tildelt af den Internationale Astronomiske Union (IAU) i 1970. 

## Omgivelser
Froelichkrateret ligger kun få kilometer fra Lovelacekrateret mod nord. Længere mod syd ligger Merrillkrateret, og i sydøstlig retning ligger det større Brianchonkrater langs Månens rand.

## Karakteristika
Krateret er cirkulært og symmetrisk, men dets rand er nedslidt og hæver sig ikke meget over overfladen. De indre kratervægge er uden særlig træk, bortset fra småkratere langs den østlige og sydlige side. På kraterbunden findes en lav højderyg i den nordøstlige del og en lille central top i kratermidten.

## Satellitkratere
De kratere, som kaldes satellitter, er små kratere beliggende i eller nær hovedkrateret. Deres dannelse er sædvanligvis sket uafhængigt af dette, men de får samme navn som hovedkrateret med tilføjelse af et stort bogstav. På kort over Månen er det en konvention at identificere dem ved at placere dette bogstav på den side af satellitkraterets midte, som ligger nærmest hovedkrateret. Froelichkrateret har følgende satellitkratere:
| Froelich | Længde  | Bredde   | Diameter |
| -------- | ------- | -------- | -------- |
| M        | 77,6° N | 109,3° V | 29 km    |

## Måneatlas
- Billeder af Froelichkrateret i LPI-måneatlasset